# Michel Zuccarelli
Michel Zuccarelli, né le 30 octobre 1953 à Montfermeil (Seine-et-Oise), est un coureur cycliste français. Durant sa carrière, il participe à des compétitions sur route et sur piste.

## Biographie
Ancien membre du CSM Puteaux, Michel Zuccarelli a notamment remporté le Tour du Loir-et-Cher en 1977. Il a également représenté la France aux Jeux olympiques de 1972, où il s'est classé quinzième de la poursuite par équipes et vingtième de la poursuite individuelle,. 

## Palmarès sur route
- 1976
  - 3e de la Route de France
  - 3e de Paris-Vierzon
- 1977
  - Tour du Loir-et-Cher :
    - Classement général
    - 2e étape

  - 2e de Dijon-Auxonne-Dijon
  - 3e du championnat d'Île-de-France sur route
- 1978
  - 3e de Paris-Vierzon
- 1979
  - 1re étape du Circuit de Saône-et-Loire
  - 2e du Circuit de Saône-et-Loire
- 1981
  - Champion d'Île-de-France sur route
  - 3e du Grand Prix de Pérenchies

## Palmarès sur piste

### Jeux olympiques
- Munich 1972
  - 15e de la poursuite par équipes
  - 20e de la poursuite individuelle

### Championnats nationaux
- 1972
  - 2e du championnat de France de poursuite amateurs